# Kneipenbühne
Die Kneipenbühne (kurz Knopf für Kneipenbühne Oberpfalz) ist eine Veranstaltungslokalität im Velburger Ortsteil Oberweiling. Sie wurde 1981 eröffnet. Seit 1982 ist der Verein Projekt Film & Kunst e. V. kultureller Träger der Kneipenbühne, der von den Eigentümern gegründet wurde. Von den Gründern sind heute noch der Musiker Roland „Golly“ Hertlein und dessen Frau Hanne aktiv.

## Geschichte

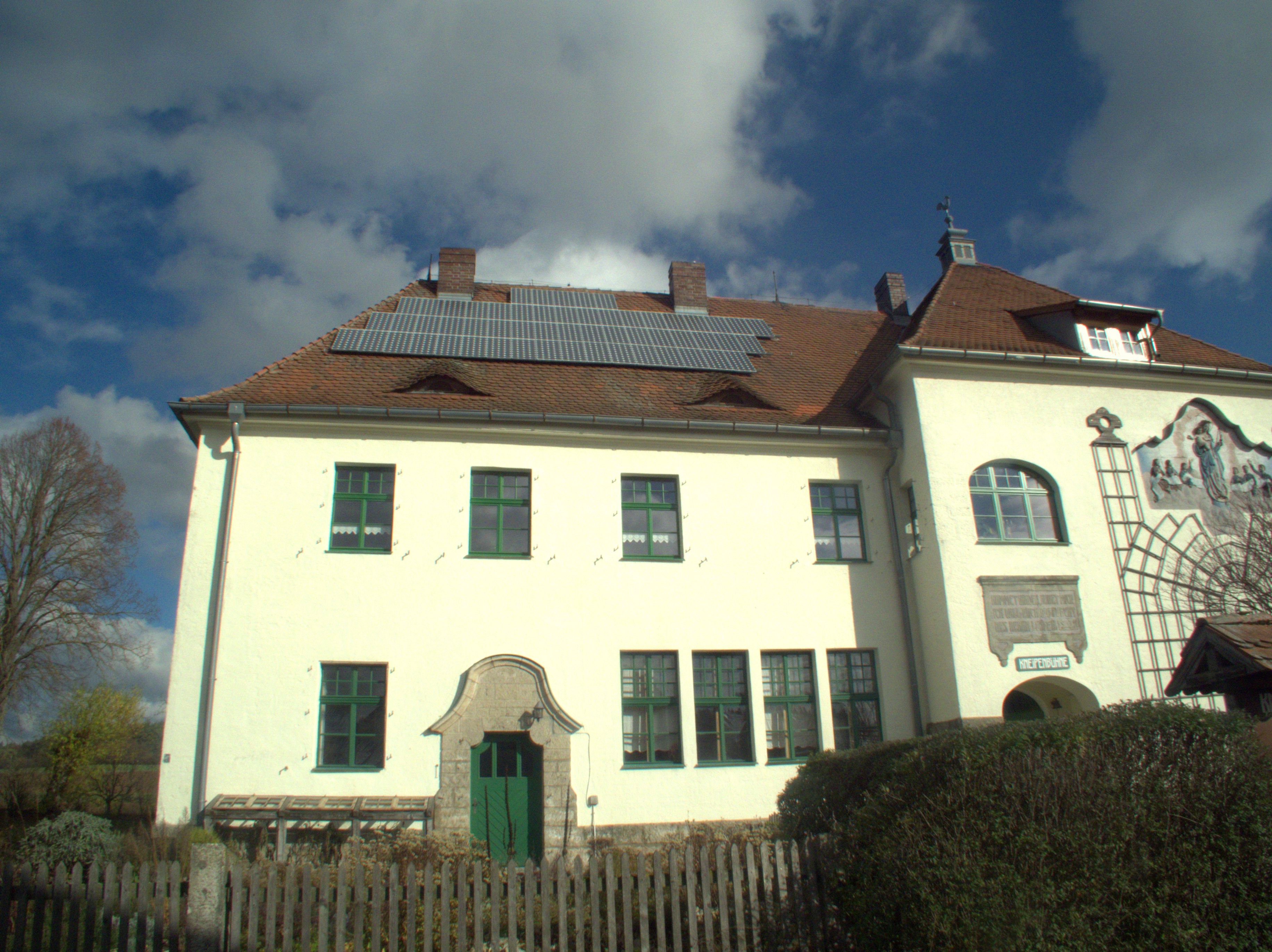
Das ehemalige Schulgebäude am Pfarrweg 6, in dem sich seit 1981 die „Kneipenbühne“ befindet.

Entstanden ist die Lokalität, nachdem im Juli 1981 die Nürnberger WG der Hertleins (insgesamt sechs Männer und drei Frauen) das bis 1968 als solches genutzte alte Schulhaus am Pfarrweg 6 erwarben. Nach den wichtigsten Renovierungs- und Ausbauarbeiten war von Beginn an eine Kleinkunstbühne für Liveveranstaltungen und Filmvorführungen sowie ein Tonstudio geplant. Bereits nach sehr kurzer Zeit verließen fünf der ursprünglich neun Mitglieder das Projekt Grundkunstbühne, wie die Lokalität anfangs hieß. Der Vorbesitzer scheiterte zuvor mit seinem Konzept einer „Künstlerklause“.
Der verbliebene Rest der Nürnberger WG, darunter auch Hanne und Roland Hertlein, eröffnete dann im September 1981 die Kneipenbühne. Im Februar 1982 wurde der gemeinnützige Kulturverein gegründet. Dieser bestand ursprünglich aus zehn Gründungsmitgliedern und zählt heute über 100 Mitglieder. 1988 gründete Golly Hertlein das zugehörige Tonstudio, das den Namen Knopfstudio trägt. Auch das Programmheft, das drei Jahre lang herausgegeben wurde, trug den Namen „Der Knopf“.
Schon in den frühen Jahren traten im Lokal Künstler auf, die weit über die regionalen Grenzen hinaus bekannt waren oder später wurden, darunter Ralf Huwendiek, Wolfgang Haffner, Ottfried Fischer, Bernd Schütz, Horst W. Blome, Uwe Kropinski, Argile, Freddy Freeloader Group, Gabi Lodermeier, Bernd Regenauer und viele weitere. Nach der Jahrtausendwende waren von den ursprünglichen Nürnbergern nur noch Hanne und Roland Hertlein übrig.
Im Herbst 2009 wurde die „Kneipenbühne“ mit dem Kulturpreis des Bezirks Oberpfalz ausgezeichnet. Am 20. November 2010 wurde auf der „Kneipenbühne“ das 1.000e Konzert veranstaltet, bei dem Hertlein selbst mit seiner Band Breeze the Creaze auftrat. Durch das Programm der 30-Jahre-Jubiläumsfeier 2011 im Reitstadel führte Lizzy Aumeier und hielt auch die Laudatio.

## Auszeichnungen
- 2009: Kulturpreis des Bezirks Oberpfalz in der Kategorie Kleinkunstbühne[8]